# Muzeum Wolności i Solidarności w Bydgoszczy
Muzeum Wolności i Solidarności w Bydgoszczy – placówka muzealna w Bydgoszczy, służąca ekspozycji pamiątek regionu bydgoskiego NSZZ Solidarność i ruchów opozycyjnych w Polsce lat 70. i 80. XX w.
Orędownikiem i pomysłodawcą powstania muzeum był historyk, nauczyciel i działacz społeczny Sebastian Malinowski. Inauguracja jego działalności odbyła się 26 września 2006 roku. Była ona kontynuacją wystawy „Rejs ku Wolności”, zorganizowanej przez Sebastiana Malinowskiego i Adama Gajewskiego z okazji jubileuszu 25-lecia NSZZ „Solidarność”, eksponowanej w Muzeum Okręgowym w Bydgoszczy w okresie 22 września – 16 października 2005.
Pierwszą siedzibą muzeum była sala „Park Hotelu” przy ul. Wrocławskiej, a następnie pomieszczenia w zabytkowym budynku Szkoły Policealnej Organizacji i Zarządzania przy Placu Kościeleckich 8.
Celem statutowym muzeum jest ekspozycja historycznych pamiątek, prezentacja archiwaliów, filmów dokumentalnych i dzieł sztuki związanych z NSZZ Solidarność i walką narodu polskiego o wolność. Prezentuje się m.in. stroje oficerów służby ZOMO, aparaty fotograficzne, których używano do wykonywania zdjęć opozycjonistom, łóżka dla osób internowanych, nagrania z okresu stanu wojennego itp.